# 회계 원리
회계원리(Principle Of Accounting)는 대학교 강의의 과목중 하나로서 학문의 원론이나 개론에 해당하는 학문이다. 회계학과 외에도 경영학과나 경제학과 등 상경계열 학과 대부분에서 다루는 학문이며 교양으로 개설된다. 경영학과는 대부분의 학교에 존재하기 때문에 대부분의 학교에 회계학 원론 과목 또한 개설된다. 주택관리사,경영지도사 등의 시험에도 포함되며, 회계사가 되기 위한 CPA의 기본이자 기초가 되는 학문이다.

### 주요 내용
회계원리는 회계 중에서도 재무회계를 중점적으로 다룬다. 재무회계를 중점적으로 다루는 이유는 관리회계는 각 회사마다 작성하는 기준이 다를 뿐만 아니라 공개하는 것이 필수도 아니라 대부분이 열람 불가하기 때문이다. 
-회계의 기초개념
주로 회계의 정의와 회계의 분류, 그리고 재무제표의 종류를 다룬다.
주요어휘: 재무제표, 재무상태표, 포괄손익계산서, 현금흐름표, 자본변동표
-회계거래의 기록
회계거래와 일반거래의 차이점, 제무재표를 쓰는 방법과 쓰면서 지켜야할 원칙들을 다루고 있다. 회계의 기초개념에서 연결되어 여러 계정을                   
전기하는법, 총계정 원장을 쓰는 방법에 대하여 다룬다.
주요어휘: 전기, 계정, 계정과목, 총계정원장
-회계순환과정
1년혹은 각 분기마다 반복되는 과정에 대하여 설명해 놓았다. 제무제표의 작성 후 마감등을 다루고 있다. 책에 따라서 제무제표의 작성과 함께 다루기도 한다. 
주요어휘: 회계기간
-상품판매기업
상품을 매입하여 매출을 만드는 과정을 담고 있으며 상품거래의 기장 방법을 주요 내용을 담고 있다. 주요내용으로는 계속기록법과 실지재고조사법 등이 있고, 상품매매기업이 아닌 기업과 상품매매기업의 결산 방식의 차이 또한 설명한다.
주요어휘:상품매매기업, 계속기록법, 실지재고조사법
-유,무형 자산
유형 자산과 무형 자산의 구분, 자산에 따른 취득 방법과 현금의 흐름들을 볼 수 있는 능력을 기를 수 있다. 원가에 대해서도 다룬다. 
-금융자산
금융자산의 종류를 다루며 앞서 배운 내용들과 연결하며 정리하기 좋은 파트이다. 자산으로 분류된 현금이나 여러가지 개념어를 자세하게 다루
며 심화한다. 또, 그러한 금융자산들을 회계처리하는 방법을 다루어 회계의 기본이 된다.
-부채와 자본
자산과 마찬가지로 앞서 배운것들과 연결이 되며 회계원리를 끝내기 전에 돌아보기 좋다. 부채의 종류와 자본의 종류를 상세하게 나누어 구분하
는 방법을 배운다.

### 회계원리 교과서
회계원리는 대부분의 대학에서 다루는 만큼 많은 교과서가 있다. 또 일반인들도 자격증 시험을 준비하며 책을 사기 때문에 검증되어 있는 책을 사는 것이 좋다. 회계원리는 다양한 책이 있지만 국제기준인 IFRS(International Financial Reporting Standards)를 지키는 도서들이 일반적이라고 볼 수 있다. IFRS의 기준을 한국에 적용시킨 K-IFRS또한 존재한다.